# هارلد مرس
هارلد مرس (به انگلیسی: Harold Morse) بازیکن فوتبال زادهٔ ۱۸۶۰ اهل انگلستان بود که سابقهٔ بازی در تیم ملی فوتبال انگلستان را در کارنامهٔ خود دارد. وی در تاریخ ۵ آوریل ۱۸۷۹ تنها بازی ملی خود را در مقابل تیم ملی فوتبال اسکاتلند انجام داد.